# جیگو
جیگو (به انگلیسی: Yigo, Guam, تلفظ به انگلیسی: ‎/ˈdʒiːɡoʊ/‎) یک روستا در گوآم است.

## خصوصیات
جیگو ۹۰٫۶۵ کیلومترمربع مساحت و ۲۰٬۵۳۹ نفر جمعیت دارد.